# Sidaowanzi
Sidaowanzi (kinesiska: 四道湾子, 四道湾子镇) är en köping i Kina. Den ligger i den autonoma regionen Inre Mongoliet, i den norra delen av landet, omkring 690 kilometer öster om regionhuvudstaden Hohhot. Antalet invånare är 32632. Befolkningen består av 15 718 kvinnor och 16 914 män. Barn under 15 år utgör 16,0 %, vuxna 15-64 år 77 %, och äldre över 65 år 6,0 %.
Genomsnittlig årsnederbörd är 592 millimeter. Den regnigaste månaden är juli, med i genomsnitt 141 mm nederbörd, och den torraste är januari, med 2 mm nederbörd.